# Коммуникационный менеджмент
Коммуникационный менеджмент — это теория и практика управления социальными коммуникациями как внутри организации, так и между организацией и её средой, направленная на осуществление оптимально благоприятных для организации коммуникационных процессов, формирование и поддержание имиджа и общественного мнения, достижение согласия, сотрудничества и признания.. Теория и практика взаимодействия битититажно, что предметом коммуникационного менеджмента являются именно социальные, а не, например, цифровые коммуникации. Коммуникационный менеджмент является научным направлением в рамках теории управления или менеджмента, рассматривающее процесс управления как систему социального взаимодействия.

## Развитие теории коммуникационного менеджмента
Понимание социальной сущности теории управления оформилось одновременно в нескольких научных концепциях лишь в XIX веке. Наиболее известные теории в сфере коммуникации принадлежат Леону Фестингеру (теория когнитивного баланса или диссонанса); англ. cognitive dissonance theory, 1958), Ирвингу Хофману (теория управления впечатлениями; англ. impression management theory, 1959), Абрахаму Маслоу (теория коммуникативных потребностей), Ричарду Эмерсону (теория социального обмена; англ. social exchange theory, 1972), Теодору Ньюкому (теория коммуникативных актов, сommunicative аcts, 1953), Перси Танненбауму (теория конгруэнтности; англ. congruence theory, 1957).
Общепризнанной теории или концепции коммуникационного менеджмента пока не сложилось. Наиболее авторитетными школами, разрабатывающими данное научное направление являются северо-американская (США), английская и японская. По убеждению сторонников формальной модели теории управления, её основами являются кибернетика и теория информации. Сторонники логической модели теории менеджмента признают её основами социальный феномен в его функциональном и информационном аспектах, концепции лидерства и командообразования. В коммуникационном менеджменте выделяют либо системный (основан на специфическом аналитическом образе мышления субъекта управления), либо контингентный (основан на оптимизации переменных факторов объекта управления) подходы.
В качестве значимых направлений теоретических и прикладных интересов коммуникационного
менеджмента следует выделить, с одной стороны, социальные структуры общества (включая внутрикорпоративные структуры), с другой — виды коммуникации, а также
средства, каналы и уровни коммуникационного процесса, обеспечивающие передачу и восприятие информации. Коммуникационный менеджмент на практике охватывает практически все стороны жизни общества. Как теория он оперирует понятиями информационных систем и ресурсов, деловых, политических, информационных коммуникаций, системой коммуникаторов и структурой коммуникационных сред. Общеизвестны такие прикладные отрасли коммуникационного менеджмента как GR (коммуникации с сектором власти), HR (внутренние коммуникации проекта), PR (внешние коммуникации проекта), IR (коммуникации с инвесторами), CR (коммуникации с потребителями или маркетинг), LR (коммуникации логистики или инфраструктурные коммуникации), а также доверительные коммуникации (TR). Теория коммуникационного менеджмента базируется на принципах социальной ответственности и принципах верификации коммуникаторов.

## Развитие коммуникационного менеджмента в России
Первым российским ученым, приступившим в 1980-х гг. к исследованию социальных закономерностей коммуникаций в процессах управления был социолог Ф. Р. Филиппов. После смерти ученого начатые разработки продолжил его аспирант А. С. Орлов-Кретчмер. Созданные им в 1990-х гг. методологические основы преподавания коммуникационного менеджменте и прикладного применения теоретических наработок в российских условиях востребованы не были. Тогда Орлов-Кретчмер прочитал курс лекций по приглашению International Academy of Management, став в 1996 г. действительным членом IAM. Орловым-Кретчмером была предложена своя оригинальная понятийная система коммуникационного менеджмента. Однако в России до 1998 г. коммуникационный менеджмент не имел широкого распространения ни в научных кругах, ни в повседневной практике.
После кризиса и острой необходимости модернизации общества такая потребность возникла. Но попытки переноса на российскую почву передового международного опыта менеджмента наталкивалась на непреодолимую проблему: практика и теория управления в СССР и её модификация в новой России не могли служить надежной бесконфликтной средой для внедряемых новаций. В ВУЗах страны не готовили необходимых специалистов, а специалисты с зарубежным опытом с трудом адаптировались в российской действительности. В 2000 г. опубликован первый практикум по коммуникационному менеджменту и PR, в 2002 — учебное пособие по этой дисциплине. В 2005 г. вышел в свет первый российский учебник по коммуникационному менеджменту для высших учебных заведений. Автор труда А. С. Орлов-Кретчмер с 2003 года преподавал этот предмет в качестве профессора Высшей школы экономики. Книга сразу же получила высокую оценку специалистов, отметивших её российскую специфику.Сегодня коммуникационный менеджмент преподается, как правило, для студентов экономических специальностей направлений, в то время как дисциплина «связи с общественностью», являющаяся частью коммуникационного менеджмента является отдельной специальностью.